# Tizzard's Harbour
Tizzard's Harbour is een dorp en local service district in de Canadese provincie Newfoundland en Labrador. De plaats is gelegen op New World Island.

## Geschiedenis
In 1984 kreeg het gemeentevrije Tizzard's Harbour voor het eerst beperkt lokaal bestuur door de oprichting van een local service district.

## Geografie
Tizzard's Harbour ligt op New World Island, een groot eiland voor de noordkust van Newfoundland. De plaats bevindt zich op het westelijke gedeelte van het eiland, aan de gelijknamige natuurlijke haven aan de westkust van Friday Bay. Het dorp is via de weg verbonden met Moreton's Harbour dat zo'n 4 km naar het zuidwesten toe ligt.

## Demografie
De designated place Tizzard's Harbour kent de laatste jaren, net zoals de meeste afgelegen plaatsen in de provincie, een sterk dalende demografische trend. Tussen 1991 en 2016 daalde de bevolkingsomvang van 116 naar 55, wat neerkomt op een daling van 52,6% in 25 jaar tijd.
| Jaar | Aantal inwoners | Verschil |
| ---- | --------------- | -------- |
| 1991 | 116             | –        |
| 1996 | 87              | -25,0%   |
| 2001 | 82              | -5,7%    |
| 2006 | 66              | -19,5%   |
| 2011 | 53              | -19,7%   |
| 2016 | 55              | +3,8%    |

Volgens de volkstelling van 2016 hadden alle inwoners het Engels als moedertaal en was er geen enkele inwoner die een tweede taal machtig was.

## Galerij

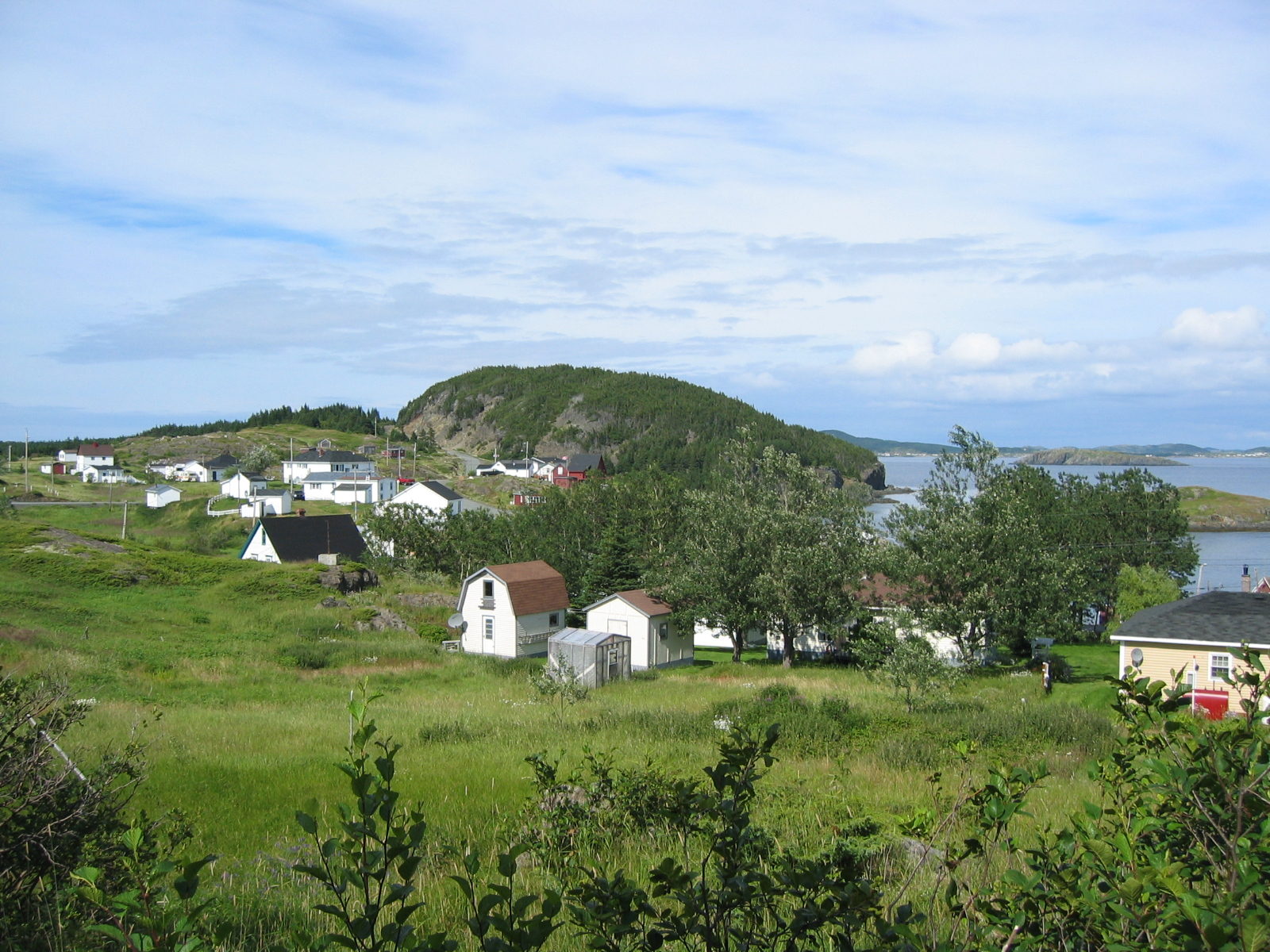
Zicht op het dorp
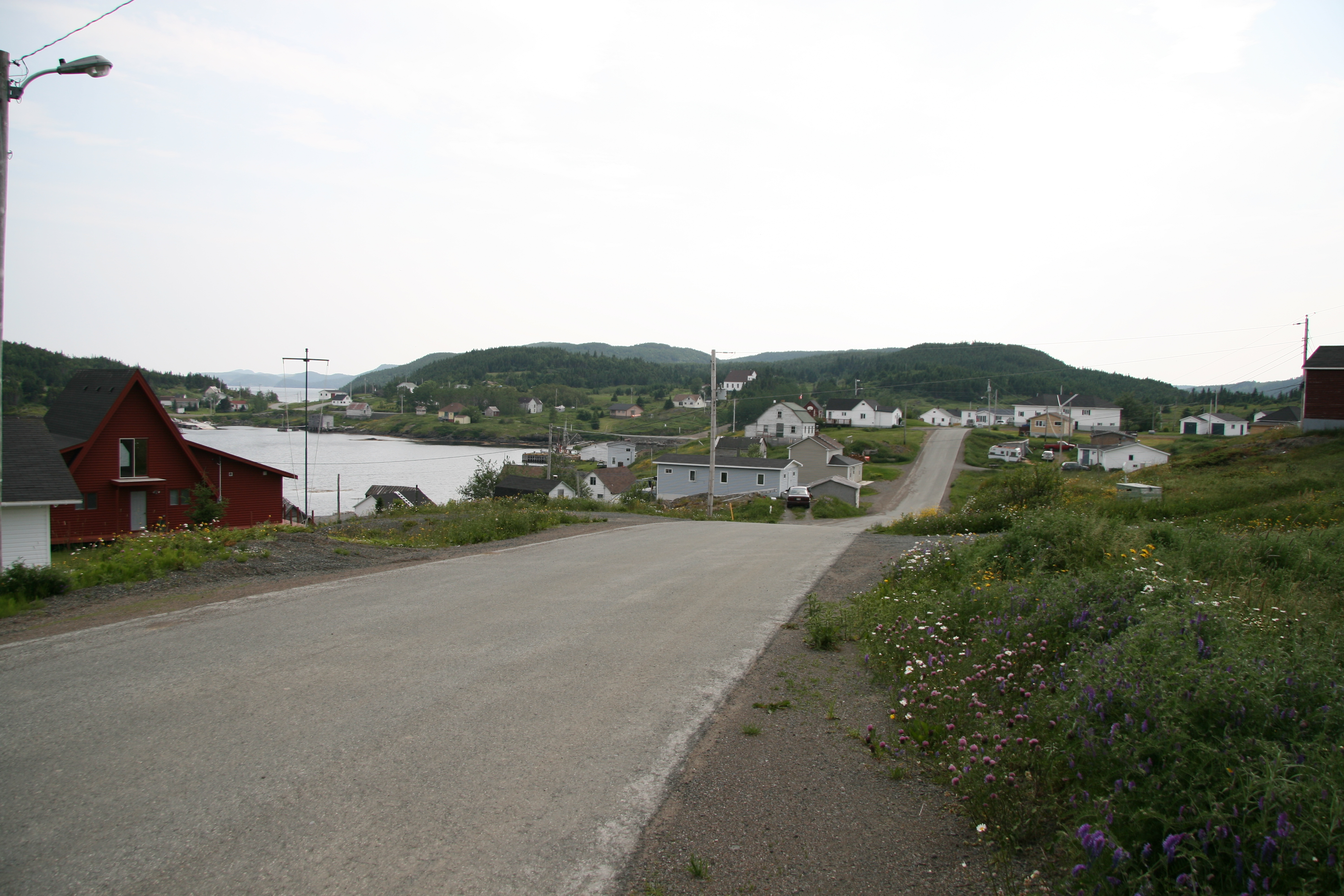
Main Street, de hoofdstraat van Tizzard's Harbour
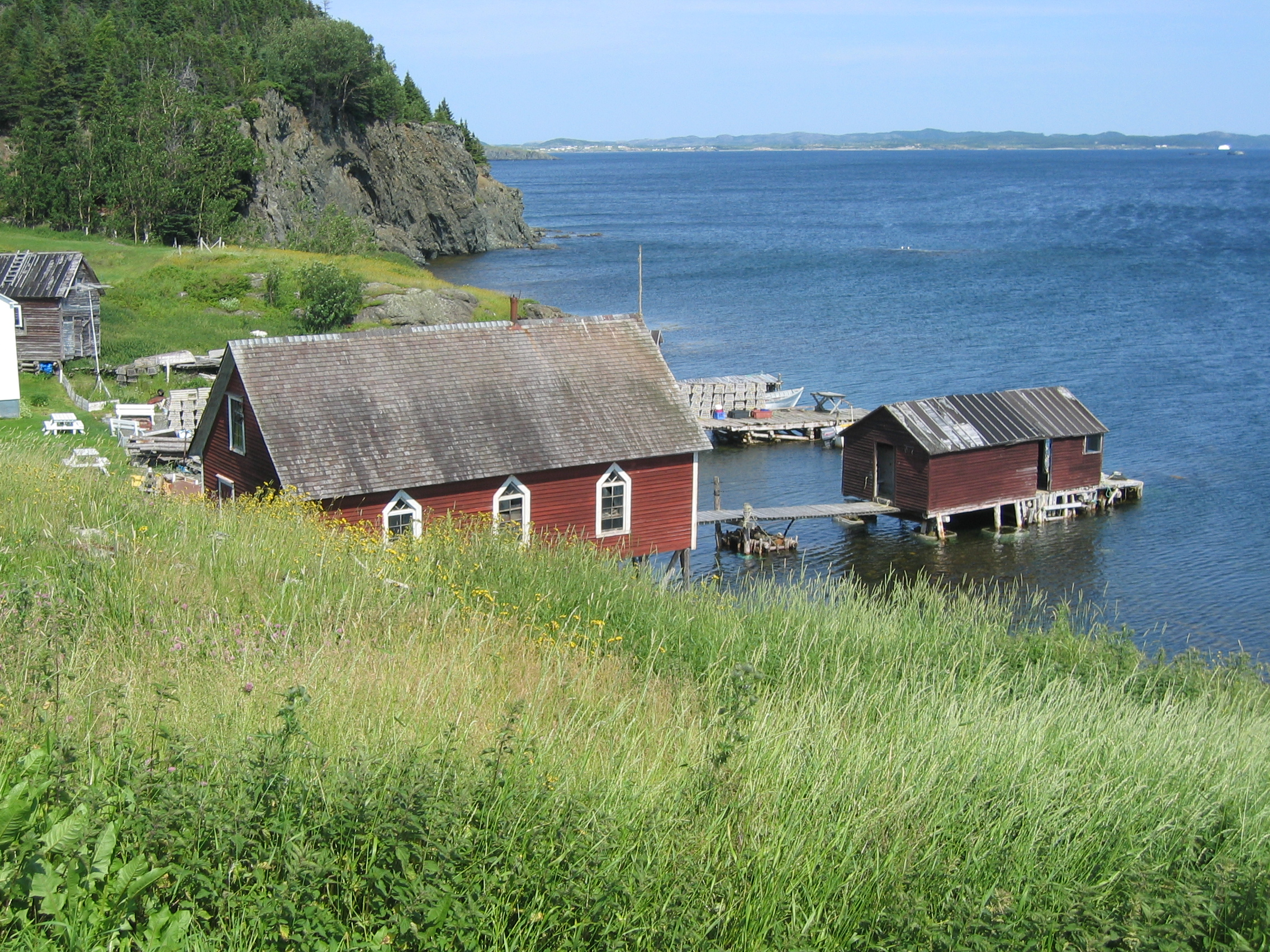
Een kleine pier met fishing stage in de haven
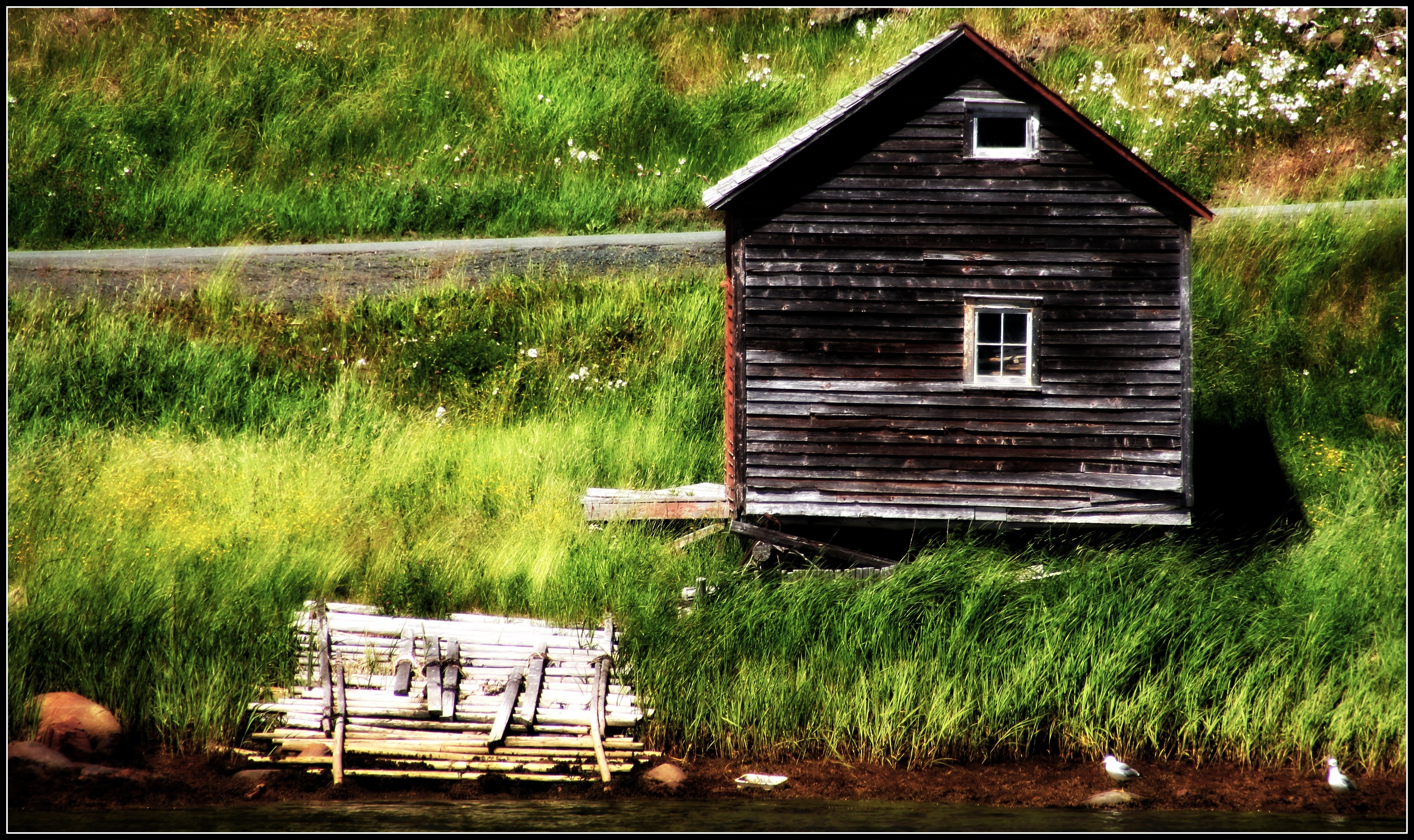
Traditioneel houten gebouw
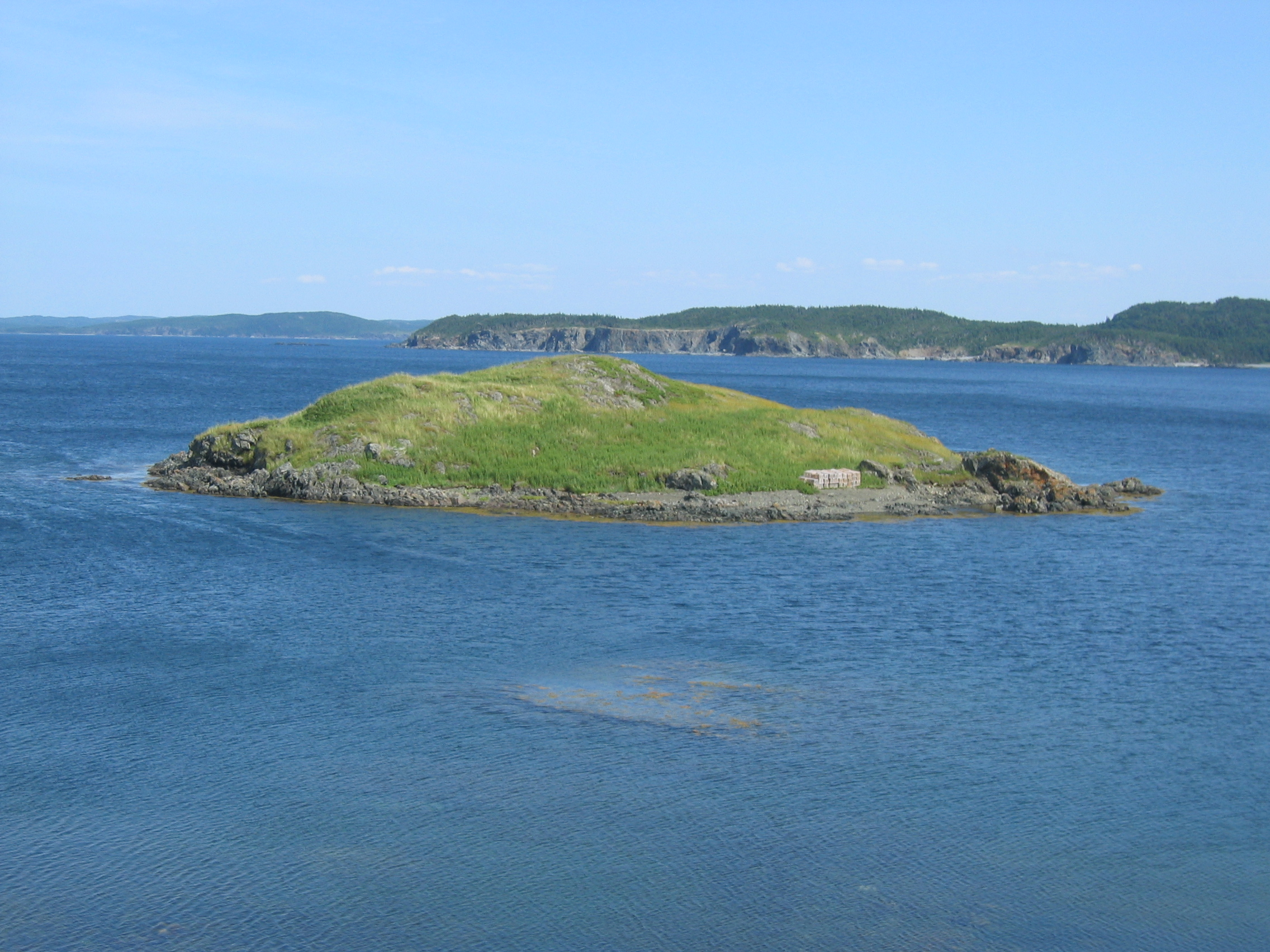
Clothier's Island, het eilandje in de haven van Tizzard's Harbour
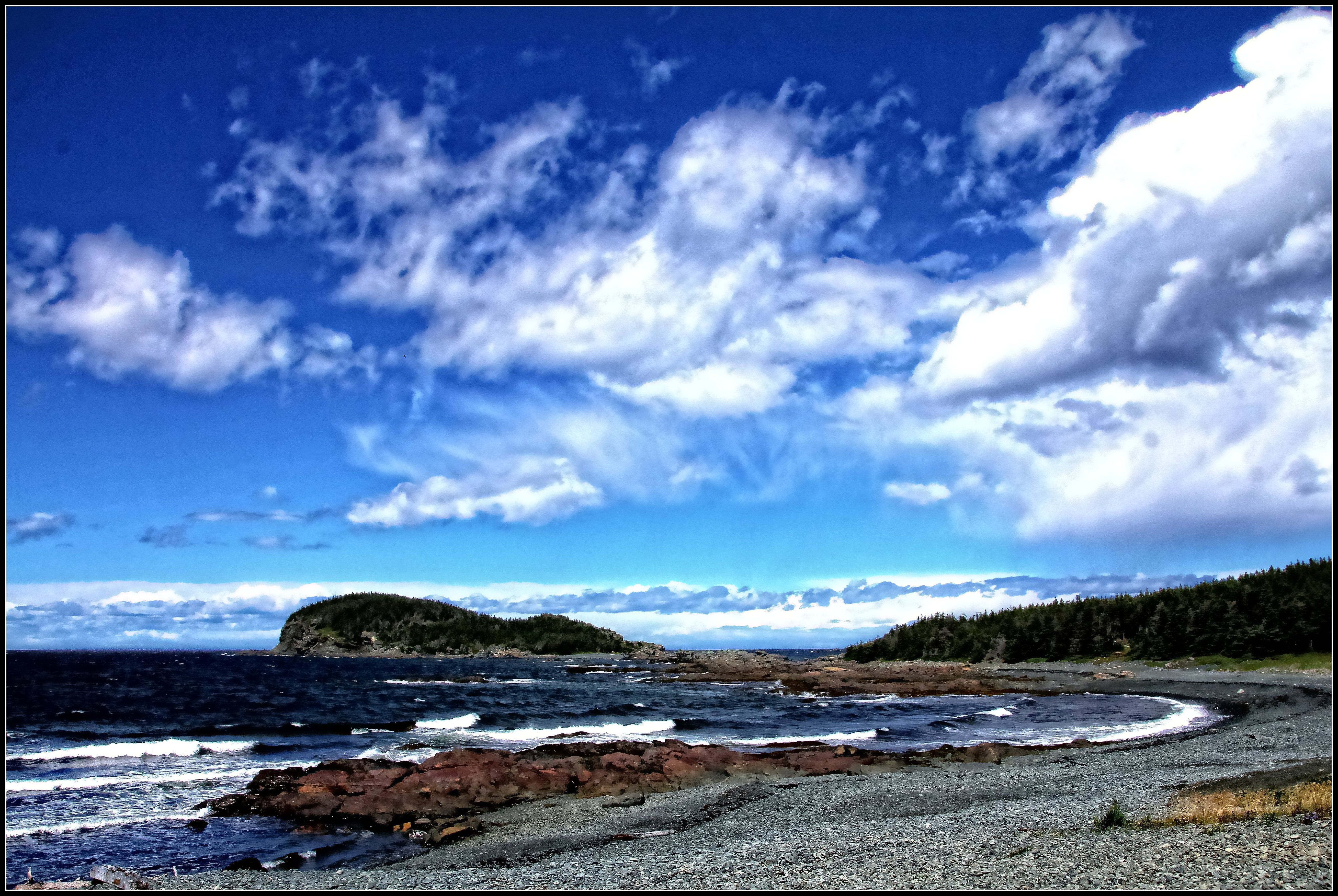
Keienstrand nabij het dorp